# Franz Conrad von Hötzendorf
Grev Franz Xaver Joseph Conrad von Hötzendorf (tysk: Franz Xaver Josef Graf Conrad von Hötzendorf – familienavnet er Conrad) (11. november 1852 i Wien – 25. august 1925 i Bad Mergentheim) var en østrigsk officer og generalstabschef for den østrig-ungarske hær og flåde under julikrisen i 1914 som førte til udbruddet af 1. verdenskrig.

## Levned
Conrad blev født i Penzing, en forstad til Wien, i en østrigsk officersfamilie. Hans oldefar Franz Anton Conrad (1738-1827) var blevet adlet von Hötzendorf i 1815, med henvisning til efternavnet på hans første kone, som stammede fra det bayerske Oberpfalz. Hans far Franz Xaver Conrad (1793–1878) var en pensioneret Husar oberst, oprindelig fra det sydlige Mähren, som havde kæmpet i slaget ved Leipzig og tog del i nedkæmpelsen af Opstanden i Wien i 1848, hvor han blev alvorligt såret.
Conrad giftede sig med Wilhelmine le Beau (1860–1905) i 1886 og med hende fik han fire sønner. Han giftede sig senere med Virginia von Reininghaus i 1915, imod sine børns ønske.

### Militær karriere
Conrad kom ind i kadetkorpset i ved garnisonen i Hainburg og fik sin uddannelse på Theresianische Militärakademie i Wiener Neustadt, hvor han fik stor interesse i naturvidenskab, især i Charles Darwin's evolutionsteori. I 1871, som nittenårig fik han bestalling som løjtnant i en jægerbataljon. Efter at have taget eksamen på Kriegsschule militærakademiet i 1876 blev han overfør til den østrig-ungarske hærs generalstab.
I 1878-1879, efter Berlinerkongressen, førte denne tjeneste ham til Bosnien-Hercegovina og Sanjak Novi Pazar, da disse osmanniske provincer blev underlagt østrig-ungarsk militæradministration. Han var også i staben med rang af kaptajn (Hauptmann) under oprøret i Dalmatien i 1882. I 1886 blev han udnævnt til stabschef for 11. infanteridivision i Lemberg, hvor han viste stort talent til at reformere feltøvelserne. Efter at være blevet forfremmet til major, i efteråret 1888, blev han professor i taktik på Kriegsschule i Wien, en stilling han forberedte sig på ved at besøge slagmarkerne fra den Fransk-preussiske krig. Conrad viste sig at være en god lærer, som var ret populær blandt sine elever.

### Kommandant og stabschef
I 1892 bad han om at vende tilbage til at lede tropper og overtog kommandoen over 93. infanteriregiment i Olmütz. Fra 1895 havde han kommandoen over 1. infanteriregiment Kaiser i Krakow og fra 1899 over 55. infanteribrigade i Trieste som generalmajor. Efter at have reageret på en større italiensk opstand i byen i 1902, blev han udnævnt til feltmarskal-løjtnant og overtog kommandoen over 8. infanteridivision i Innsbruck i 1903.
På det tidspunkt han blev udnævnt til stabschef for de væbnede styrker i Østrig-Ungarn på forslag af hærens næstkommanderende, ærkehertug Franz Ferdinand i november 1906, havde han opnået et ry som underviser og forfatter. Som andre østrig-ungarske officerer i sin generation, havde han ikke meget egentlig kamperfaring, men han havde studeret og skrevet meget om teori og taktik. Hans udgivne værker om infanteritaktik solgte godt, og blev udsendt i flere udgaver. Han arbejdede utrætteligt på at modernisere de væbnede styrker.
Kejser Franz Joseph 1. af Østrig-Ungarn tildelte Conrad adelstitlen Freiherr i 1910. Hans modsætninger med udenrigsminister grev Alois Lexa von Aehrenthal under Bosnienkrisen førte til hans afsked i 1911, under dække af en affære med hans senere hustru Virgina Reininghaus. Efter at Aehrenthal var trådt tilbage og død året efter, talte ærkehertug Franz Ferdinand for en genudnævnelse af Conrad, hvilket skete under 1. Balkankrig i december 1912.

### 1. verdenskrig
Op til julikrisen efter mordet på ærkehertug Franz Ferdinand var Conrad en af de mest fremtrædende fortalere for et forebyggende angreb på kongeriget Serbien som svar. Han var imidlertid klar over, at de østrig-ungarske styrker ikke var klar til et øjeblikkkeligt angreb, og bad nu om en udsættelse. Kejser Franz Joseph og udenrigsministeren grev Leopold Berchtold tøvede og overlod beslutningen om krig sin sin tyske allierede. Selv efter at kabinetschefen grev Alexander Hoyos var vendt tilbage fra Berlin carte blanche, var det først den 23. juli at Berchtold unstedte et 48-timers ultimatum til Serbien. Conrad erklærede, at man var nået til et punkt hvor det ikke længere var muligt for hæren at vende tilbage til fredstilstand.
Efter kejserens krigserklæring angreb Conrad Serbien, men måtte imødegå et stort russisk angreb ind i det østrigske Galicien. Han havde tydeligvis undervurderet den russiske mandskabsstyrke, men med støtte fra Tyskland lykkedes det ham at slå invasionsstyrken tilbage, erobre store dele af Serbien, Montenegro og Rumænien samt stabilisere fronten mod Italien. Han øvede pres mod den nye udenrigsminister Stephan Burián von Rajecz for at få annekteret de besatte lande og intrigerede til stadighed mod den ungarske premierminister István Tisza og den østrigske ministerpræsident grev Karl von Stürgkh, som han anså for et fjols, omend uden held. På den anden side blev forholdet til den tyske overkommando forværret på grund af det vanskelige forhold mellem Conrad og general Erich von Falkenhayn.
Efter at kejser Karl 1. af Østrig var kommet på tronen i november 1916 blev Conrad udnævnt til feltmarskal, blot en af tre som dengang havde denne rang i Østrig-Ungarn. Mens han stadig var kronprins havde Karl rapporteret til kejser Franz Josef, at misregimentet i hæren overkommando ikke kunne bringes til ophør før Conrad var blevet udskiftet, men indrømmede at det ikke ville blive nemt at finde en, som kunne overtage hans stilling. Men under den nye kejser blev Conrads magt gradvis stækket. I december blev den øverstkommanderende ærkehertug Friedrich af Østrig-Teschen fjernet fra sin post, og den nye kejser overtog den selv. Karl overtogden operationelle kontrol med alle kampoperationer i hær og flåde og den 1. marts 1917 afskedigede han officielt Conrad, som derpå bad om at blive pensioneret. Kejseren bad ham personligt om at forblive i aktiv tjeneste og da Conrad indvilligede, fik han kommandoen over armegruppen i Sydtyrol.
Sent på foråret 1918 førte kampene i Slaget ved Piavefloden, med bekostelige og blodige angreb anført af såvel Conrad som Boroević, til fordømmelse af den kejserlige ledelse. Conrads ry blev yderligere plettet af, at han blev set som en af dem i styret, som ville fortsætte krigen. I denne atmosfære blev Conrad, som blev beskrevet som en knækket mand, afskediget den 15. juli, måske i et forsøg på at aflede yderligere kritik. Samtidig blev han ophøjet fra Freiherr til Graf og fik æresposten som oberst for den kongelige garde.

### Død
Conrad døde bitter og syg den 25. august 1925, mens han var på kur i Bad Mergentheim i Tyskland. Da han blev begravet på Hietzinger Friedhof i Wien den 2. september 1925, deltog over 100.000 sørgende i begravelsen. Efter lange diskussioner blev hans gravs status som Ehrengrab (æresgrav) ophævet i 2012.

## Politik og teori
I militære forhold lagde Conrad vægt på betydningen af aggressivt, veltrænet infanteri og den strategiske og taktiske offensiv. Han foreslog ofte urealistisk grandiøse planer, hvor han så bort fra realiteterne i terræn og klima. Hans planer undervurderede ofte fjendens styrke og potentialet i hurtigtskydende artilleri.
Hans fejltagelser førte til det katastrofale første år i krigen, som var ødelæggende for Østrig-Ungarns militære muligheder. F.eks. under felttoget mod Serbien i 1914, som blev anført af general Oskar Potiorek, viste den serbiske hær sig langt mere effektiv end Conrad havde ventet - trods den enorme østrig-ungarske overvægt i personel. Ubesejret i alle større slag tvang serberne til sidst Potioreks tropper til et storstilet tilbagetog ved årets slutning. Også de første østrig-ungarske offensiver mod Rusland var kendetegnet ved deres manglende slagkraft, og kulminerede i det tabte slag om Galicien og den katastrofale belejring af Przemyśl foruden store menneskelige omkostninger. Conrad beskyldte de tyske allierede, som havde fortrængt den russiske hær fra Østpreussen i slaget ved Tannenberg (1914), for manglende militær støtte. Det mest katastrofale nederlag indtraf i 1916, under den russiske Brusilovoffensiv, et af de mest blodige slag i historien, hvor de østrig-ungarske styrker under Conrads kommando mistede over 600.000 mand, og aldrig senere kunne gennemføre en offensiv uden tysk hjælp. Hovedparten af de østrigske sejre var kun muliggjort gennem samarbejde med den tyske overkommando, som den østrig-ungarske hær blev stadig mere afhængig af.
På den anden side hævder historikeren Cyril Falls at Conrad formentlig var den bedste strateg under krigen, og at hans planer var brilliant udtænkt. De tyske generaler på Østfronten baserede de fleste af deres vellykkede offensive operationer på Conrads planer. Hans beundrere så ham som et "militært geni". En af disse var den sovjetiske general og militærteoretiker Boris Shaposhnikov, som i sin bog Mozg Armii, præsenterer Conrad som en model for en dygtig generalstabschef. På den anden side:, "Franz Conrad von Hötzendorf vedgik aldrig sin andel af ansvaret for udbruddet af 1. verdenskrig eller det østrig-ungarske nederlag... han hævdede at have været "blot en militær ekspert" uden lod i de afgørende beslutnibger."
Conrad var noget af en Socialdarwinist, og mente at en kamp mellem den tyske og den slaviske civilisation var uundgåelig. Den ungarske elites magt i Østrig-Ungarn bekymrede ham, da han mente at den svækkede det han opfattede som et grundlæggende tysk-østrigsk rige. Han var også bekymret over Italiens ambitioner på Balkan; men hans største ambition var et forebyggende angreb mod Serbien for at fjerne den trussel, som han mente det udgjorde, og samtidig forskyde den politiske balance indenfor dobbeltmonarkiet væk fra ungarerne ved at indlemme flere slaver i en tredje jugoslavisk del under østrigsk kontrol, i modstrid med princippet om selvbestemmelse. Ifølge Hew Strachan foreslog Conrad von Hötzendorf først en forebyggende krig mod Serbien i 1906, og igen i 1908-9, i 1912-13, i oktober 1913 samt i maj 1914. Mellem 1. januar 1913 og 1. januar 1914 foreslog han en krig mod Serbien 25 gange. Da øjeblikket kom, var Conrad ikke i stand til at gennemføre det ønskede forebyggende angreb, hvilket gjorde en verdenskrig uundgåelig.

## Eftermæle
I årtier var den østrig-ungarske hærs og Conrad ry som en af de største feltherrer i moderne historie et spørgsmål om national stolthed i patriotiske kredse i Østrig - selv om hans politik og taktik allerede var blevet kritiseret af samtidige såsom Karl Kraus, som i sit satiriske drama Die letzten Tage der Menschheit fremstillede ham som en forfængelig posør (I 2). Først i 1960'erne, i forbindelse med den fornyede kontrovers over årsagerne til 1. verdenskrig, ændredes vurderingen af hans rolle fra en helgenbeskrivelse til en udbredt opfattelse af ham som krigsmager og imperialist. Alligevel er adskillige gader i Østrig opkaldt efter ham.
Conrads gardeuniform og nogle af hans personlige ejendele kan ses på Heeresgeschichtliches Museum i Wien. I 1938 fik Wehrmacht kasernen for 1. bjergdivision i Oberammergau i Bayern navnet Conrad-von-Hötzendorf-Kaserne. Den anvendes i dag af Bundeswehr og rummer NATO School. Det østrigske forsvars center for militærmedicin i Innsbruck er opkaldt efter feltmarskal Conrad.
Conrad har en fretrædende rolle i Dennis Wheatley's historiske eventyr Det andet segl (1950). Han optrådte også som Major Hötzendorfer i forskellige episoder af den østtyske Mosaik tegneserie.

## Eksterne kilder
- Franz Conrad von Hötzendorf på gravsted.dk

- Wikimedia Commons har flere filer relateret til Franz Conrad von Hötzendorf
- "Franz Graf Conrad von Hötzendorf". Austro-Hungarian Army. Arkiveret fra originalen 17. juli 2012. Hentet 2012-07-31.
- "Franz Conrad Graf von Hötzendorf". Austrian Commanders. Arkiveret fra originalen 28. september 2012. Hentet 2012-07-31.